# Навас-де-Хоркера
Навас-де-Хоркера (ісп. Navas de Jorquera) — муніципалітет в Іспанії, у складі автономної спільноти Кастилія-Ла-Манча, у провінції Альбасете. Населення — 551 особа (2010).
Муніципалітет розташований на відстані близько 210 км на південний схід від Мадрида, 34 км на північ від Альбасете.

## Демографія
Динаміка населення (INE ):

## Галерея зображень

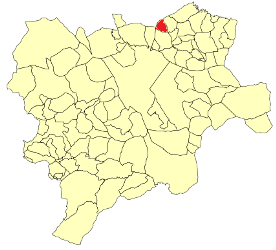
Розташування муніципалітету у провінції Альбасете